# Dehesa de Montejo
Dehesa de Montejo è un comune spagnolo di 201 abitanti situato nella comunità autonoma di Castiglia e León.